# Polaroil

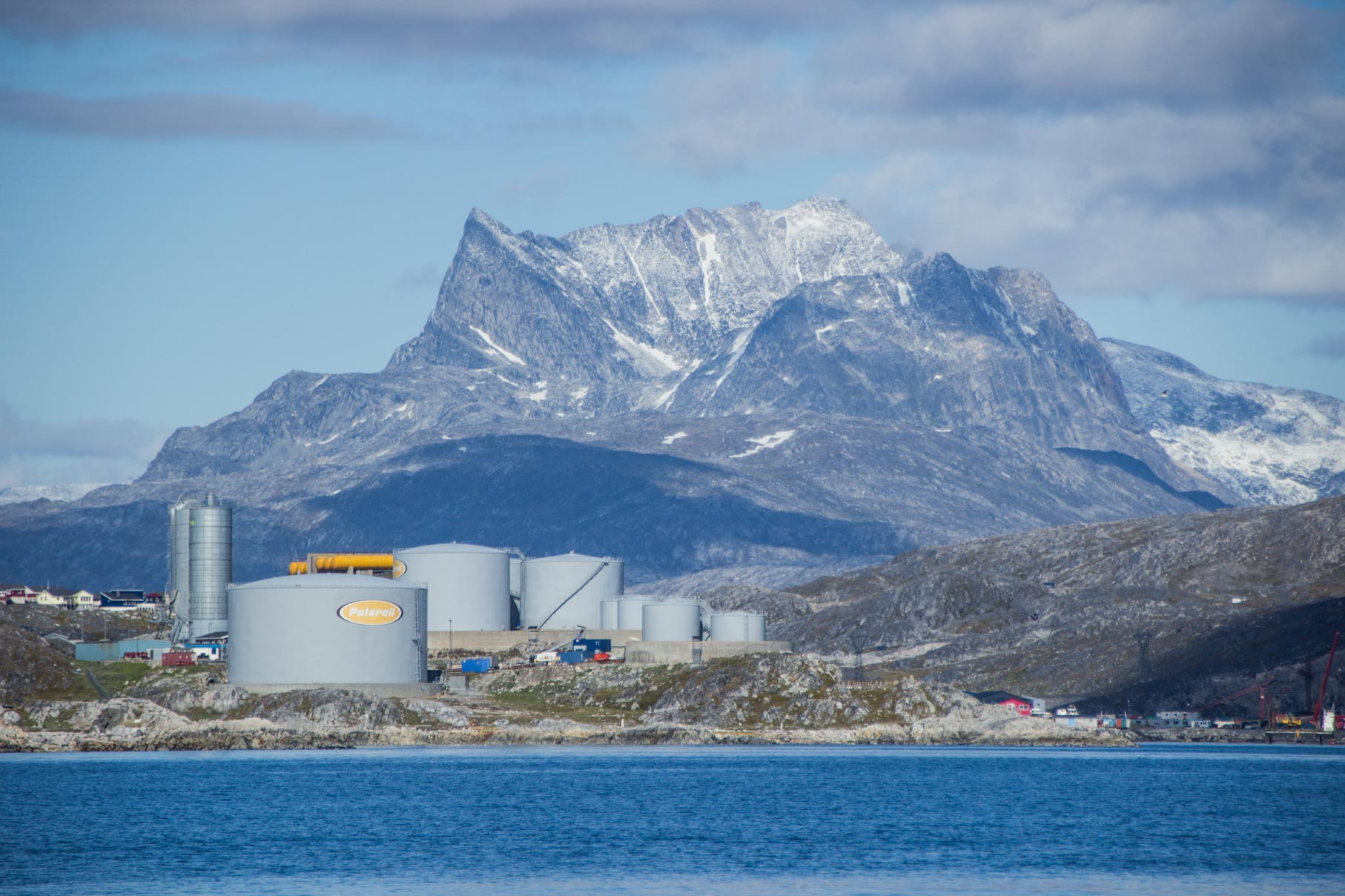
Réservoirs d’essence Polaroil à Nuuk au Groenland

Polaroil est un réseau groenlandais de distribution d'essence, dont le siège est basé à Sisimiut. C'est une filiale du groupe KNI. L'enseigne opère 70 stations à travers le pays. Le déplacement de son siège social de Maniitsoq à Sisimiut en 2010 a provoqué des protestations de la petite communauté déjà en dépeuplement.